# Parc naturel de Sa Dragonera
Le parc naturel de Sa Dragonera (en catalan Parc natural de Sa Dragonera) est un espace naturel protégé créé en 1995 sur l'île de Sa Dragonera, située à 800 m au sud-ouest de Majorque dans les Îles Baléares en Espagne. Il est protégé par la loi 28/2006 du 24 mars 2006 du Parlement des Îles Baléares.

## Présentation
Le parc naturel, créé en 1995, recouvre toute l'île de Sa Dragonera, les îlots Es Calafats à l'est de l'île principale, ainsi que les petites îles Sa Mitjana et Es Pantaleu situées près de l'île de Majorque et de la municipalité de Sant Elm. Il est séparé de Majorque par un détroit large de 800 m et profond de 15 m.
Dans son ensemble, il s'étend sur 274 hectares terrestres (22 % de la surface protégée totale) et 912 hectares pour la réserve marine. Le site naturel est reconnu par le réseau Natura 2000 de l'Union européenne.